# Osmosmjerka
Osmosmjerka je vrsta križaljke u kojoj se slova, koja čine riječi, moraju pružati u osam smjerova unutar zadana okvira - vodoravno slijeva nadesno i obrnuto, okomito odozgo ka dolje i obrnuto te u četirima dijagonalama. Uz skandinavku je najpopularnija i najpoznatija vrsta križaljke.
Osmislio ju je zagonetački dvojac Brila (Branko Lipanović i Ladislav Grakalić) koji je prvu osmosmjerku objavio u 83. broju Vjesnikova Kviza 1975. godine.
Osim pravila o osam smjerova, osmosmjerka ima još tri osnovna pravila:
1. mora imati konačnu odgonetku (rješenje)
2. svaka uvrštena riječ mora imati najmanje jedno zajedničko slovo s nekom od riječi i
3. svaka uvrštena riječ mora imati najmanje jedno slobodno slovo

Osmosmjerke se mogu podijeliti na dvije osnovne skupine – tematske i netematske. Obje skupine, posebice one netematske, imaju veliki broj varijacija: čahurna, prostezna, sinonimna, fokusna, inicijalna, bezinicijalna, četvrtasta, saturn, kriptogramna, aritmogrifna, slomnica, osmorub, s brojčanicom, asocijativna, kvadratna, paralelna, sa zametkom, totalna, prijelomna i dr. 
Najpopularnija osmosmjerna inačica je skandismjerka, inicijalna osmosmjerka bez popisa kod koje su uvrštene riječi raspoređene po rubnim poljima. Osmislio ju je hrvatski zagonetač Josip Butina i za to dobio Plaketu Nikola Faller za zagonetačku inovaciju.